# Stanisław Tarabanowicz
Stanisław Tarabanowicz (ur. 7 czerwca 1877 w Zalesiu, zm. po 1933) – pułkownik piechoty Wojska Polskiego.

## Życiorys
Urodził się 7 czerwca 1877 roku w Zalesiu, w rodzinie Marcelego. Po ukończeniu czterech klas gimnazjum i dwóch klas szkoły agronomicznej wstąpił do cesarskiej i królewskiej armii. 18 sierpnia 1898 roku, po ukończeniu szkoły oficerskiej, został mianowany kadetem–zastępcą oficera ze starszeństwem z 1 września 1898 i wcielony do 19 pułku piechoty Obrony Krajowej we Lwowie. W latach 1906–1908 był słuchaczem c. i k. Szkoły Wojennej (niem. k.u.k. Kriegsschule) w Wiedniu. W 1914 roku służył w c. i k. Komendzie 1 Korpusu w Krakowie. Od maja 1915 roku do stycznia 1916 roku walczył na froncie północno-zachodnim, jako dowódca III batalionu 19 pułku piechoty Obrony Krajowej. Następnie był zastępcą szefa Biura Wywiadowczego 2 Armii. W maju 1916 roku został przeniesiony do Legionów Polskich i przydzielony do c. i k. Komendy II Brygady. Rozporządzeniem c. i k. Naczelnej Komendy Armii K. Nr 34114 z 26 października 1916 roku został mianowany majorem Legionów Polskich. 22 listopada 1916 roku został szefem sztabu II Brygady Legionów Polskich. Następnie dowodził baonem rekrutów i batalionem w 3 pułku piechoty. 12 sierpnia 1917 roku został przeniesiony, na własną prośbę, z Legionów Polskich do c. i k. Komendy 203 Brygady Strzelców.
Od 1 listopada 1918 roku pełnił służbę w Polskiej Komisji Likwidacyjnej w Krakowie na stanowisku referenta do spraw wojskowych. 17 stycznia 1919 roku został formalnie przyjęty do Wojska Polskiego z byłej c. i k. armii, z zatwierdzeniem posiadanego stopnia majora. 5 maja 1919 roku został szefem sztabu Dowództwa Okręgu Generalnego „Kraków” w Krakowie. 8 lipca 1919 roku został szefem sztabu 4 Dywizji Piechoty. 1 października 1919 roku został przeniesiony do Oddziału I Naczelnego Dowództwa Wojska Polskiego. W marcu i kwietniu 1920 roku pełnił obowiązki komendanta Obozu Internowanych Nr 1 w Krakowie-Dąbiu. Od 28 kwietnia do 27 lipca 1920 roku dowodził 21 pułkiem piechoty. 
1 czerwca 1921 roku pełnił służbę w Dowództwie Okręgu Generalnego „Kraków”, a jego oddziałem macierzystym był 4 pułk strzelców podhalańskich. 3 maja 1922 roku został zweryfikowany w stopniu pułkownika ze starszeństwem z dniem 1 czerwca 1919 roku i 101. lokatą w korpusie oficerów piechoty. 13 lipca 1923 roku został przeniesiony z Dowództwa Okręgu Korpusu Nr V w Krakowie do 27 Dywizji Piechoty w Kowlu na stanowisko dowódcy piechoty dywizyjnej, pozostając oficerem nadetatowym 4 pułku strzelców podhalańskich w Cieszynie.
Od 19 października 1924 roku bezpośrednim przełożonym pułkownika Tarabanowicza był generał brygady Karol Krauss, dowódca 27 Dywizji Piechoty, także oficer byłej c. i k. armii. 5 lutego 1927 roku w Dzienniku Personalnym Ministerstwa Spraw Wojskowych zostało opublikowane rozporządzenie Prezydenta RP Ignacego Mościckiego w sprawie przeniesienia generała Kraussa w stan spoczynku. 11 lutego 1927 roku inspektor armii, generał broni Lucjan Żeligowski w piśmie do Generalnego Inspektora Sił Zbrojnych, marszałka Polski Józefa Piłsudskiego stwierdził: „poczuwam się do obowiązku zameldowania Panu Marszałkowi, że podczas moich inspekcji miałem możność stwierdzenia wyjątkowo gorliwej i wydatnej pracy gen. Kraussa, stawiającej go w rzędzie generałów o dużym autorytecie i wysokich zaletach żołnierskich. Gdybym był z tytułu mojego stanowiska pytany o opinię wypowiedziałbym się za pozostawieniem gen. Kraussa w służbie czynnej, za zwolnieniem natomiast dowódcy piechoty dywizyjnej 27 DP, płk. Tarabanowicza, który istotnie, według mego zdania, żadnych wartości służbowych nie reprezentuje”. Opinia generała Żeligowskiego, oficera byłej armii rosyjskiej, nie wpłynęła na zmianę decyzji o przeniesieniu generała Kraussa w stan spoczynku, jednak niewątpliwie przyczyniła się do zwolnienia pułkownika Tarabanowicza z zajmowanego stanowiska.
31 marca 1927 roku pułkownik Tarabanowicz został mianowany członkiem Oficerskiego Trybunału Orzekającego, a 30 września tego roku przeniesiony w stan spoczynku. Na emeryturze mieszkał we Lwowie. W 1934 roku pozostawał w ewidencji Powiatowej Komendy Uzupełnień Lwów Miasto. Posiadał przydział do Oficerskiej Kadry Okręgowej Nr VI. Był wówczas „przewidziany do użycia w czasie wojny”.

## Ordery i odznaczenia
- Krzyż Walecznych dwukrotnie – 1922 „za czyny orężne w bojach b. 3 p.p. b. Leg. Pol.”[17]

austro-węgierskie
- Krzyż Zasługi Wojskowej 3 klasy z dekoracją wojenną i mieczami[18]
- Brązowy Medal Zasługi Wojskowej na wstążce Krzyża Zasługi Wojskowej[18]
- Złoty Medal Jubileuszowy Pamiątkowy dla Sił Zbrojnych i Żandarmerii[18]
- Krzyż Jubileuszowy Wojskowy[18]
- Krzyż Pamiątkowy Mobilizacji 1912–1913[18]